# 거문고자리 베타형 변광성
거문고자리 베타형 변광성(Beta Lyrae variable)은 근접쌍성의 일종이다. 쌍성계를 이루는 두 동반성이 서로를 공전하며, 공전하면서 한쪽이 다른 한쪽을 가리기 때문에 밝기가 변한다. 거문고자리 베타형 쌍성계를 이루는 두 별은 상당히 무겁고(태양질량의 몇 배 수준) 크다(거성 또는 초거성). 두 동반성은 너무 가까워서 서로의 중력에 의해 모양이 심하게 왜곡되어 타원체형 모양을 가지게 되고, 한 쪽에서 다른 한쪽으로 대규모 질량 이동이 일어난다.